# Nick Calathes
Nicholas William “Nick” Calathes (nascut el 7 de febrer de 1989 a Casselberry, Florida) és un jugador de bàsquet greco-nord-americà. La temporada 2022-23 va signar pel Fenerbahçe turc, després de rescindir l'any de contracte que li quedava al FC Barcelona.
Amb una alçada 1,98 metres, juga en la posició de base i destaca per la seva visió de joc i assistències. És germà de Pat Calathes.

## Trajectòria esportiva

### Universitat
Va jugar durant dues temporades amb els Gators de la Universitat de Florida, amb els quals va fer una mitjana de 16,2 punts, 6,3 assistències i 5,3 rebots per partit. Va ser titular indiscutible des del seu primer partit universitari, liderant als Gators en anotació (13,3 punts per partit), i batent els rècords universitaris d'un novençà en punts (552), assistències (221) i mitjana d'assistències (6,1). Va ser triat co-novell de l'any de la Southeastern Conference. Va aconseguir el primer triple-doble de la història de la universitat al març de 2008 contra els Creighton, aconseguint 11 punts, 13 rebots i 11 assistències.
En la seva segona temporada va liderar de nou al seu equip en anotació (17,8 punts per partit), a més de fer-ho en assistències (6,4) i robatoris de pilota (68), sent inclòs en el millor quintet de la conferència. Va aconseguir el segon triple-doble de la seva carrera contra els Geòrgia Bulldogs, amb 20 punts, 13 rebots i 10 assistències. Al final de la temporada es va declarar elegible pel draft de l'NBA.

### Professional
Va ser triat en la quaranta-cinquena posició del Draft de l'NBA de 2009 perlsMinnesota Timberwolves, que van traspassar els seus drets als Dallas Mavericks a canvi d'una segona ronda del draft de 2010 i diners. No obstant això, al maig de 2009 va fitxar pel Panathinaikos de l'lliga grega per 3 temporades a canvi de 2,1 milions d'euros per cadascuna d'elles.
El 22 de juliol de 2013, els Dallas Mavericks van traspassar els drets de draft de Calathes als Memphis Grizzlies a canvi d'una elecció de segona ronda del draft de 2016. El 20 d'agost de 2013, Calathes va signar de manera oficial amb els Grizzlies.
El juliol de 2015, Calathes va signar un contracte per jugar amb el Panathinaikos BC, per tres anys i 7 milions de dòlars.
El juliol de 2020 el FC Barcelona va anunciar el fitxatge de Calathes per tres temporades. En la seva primera temporada va arribar amb el Barça a la final de l'Eurolliga (derrota contra l'Efes Pilsen), i va guanyar contra el Reial Madrid la Copa del Rei i la seva primera Lliga ACB amb els blaugrana.

## Palmarès
Panathinaikos
- Eurolliga: (2011)
- 6 Lliga grega: (2010, 2011, 2017, 2018, 2019, 2020)
- 4 Copa grega: (2012, 2016, 2017, 2019)

Lokomotiv Kuban
- EuroCup: (2013)

FC Barcelona
- Copa del Rei: (2021, 2022)
- Lliga ACB: (2020-21)

### Distincions personals
- Rookie de l'any de la SEC (2008).
- Millor quintet de la SEC (2009).
- 4 vegades All-Star Grec (2011, 2018, 2019, 2020)
- Millor quintet de l'A1 Ethniki (2017, 2018, 2019)
- MVP de l'A1 Ethniki (2017, 2018, 2019)
- MVP de la final de la Copa de Grècia (2019)
- Millor Defensor de l'A1 Ethniki (2016, 2017, 2018)
- Millor Quintet de l'Eurolliga (2018, 2019)
- Eurolliga MVP del Mes: (Novembre 2017, Març 2019)